# Psykosyntes
Psykosyntes är en alternativ terapiform, vars grundare heter Roberto Assagioli. Han var en av Sigmund Freuds elever. Baserat på sin kliniska erfarenhet som psykolog lade Assagioli större vikt vid empati och den terapeutiska relationen än vid specifika metoder när han utformade psykosyntesen. Detta har tidigare betraktats som kontroversiellt men finner numera stöd i vetenskaplig forskning.

## Psykosyntesens framväxt
Assagioli var till en början medlem av det Internationella psykoanalytiska sällskapet i Zürich. Så småningom kom han, likt C.G. Jung och Alfred Adler, att vända psykoanalysen och Freuds idéer ryggen. Framförallt ville Assagioli, förutom driftslivet också räkna med mänskliga uttryck som kärlek, kreativitet, skönhet och andlighet. Han menade att dessa borde ha ett egenvärde och därför studeras för sin egen skull. Assagioli ville räkna med det som var friskt inom varje människa istället för att primärt se på det patologiska. Han kom  så småningom att kalla sin teori för psykosyntes. 
År 1926 grundade Assagioli ett institut i Florens. Detta kom så småningom att bli psykosyntesens huvudcentra, Istituto di Psicosintesi. Syftet med institutet var att  hjälpa till att lära ut samt tillämpa olika psykoterapeutiska tekniker. Psykosyntesen kom att sprida sig alltmer under 1950- och 60-talen. En period då Assagioli tillbringade långa tider i USA där han kom han att samarbeta med bland andra Abraham Maslow och Carl Rogers. Han kom även att medverka i den nya tidskriften The Journal of Transpersonal Psychology. Bland medlemmar i dess styrelse kan nämnas Viktor Frankl, Stanislav Grof, Abraham Maslow samt Arthur Koestler.
Från 1960-talet, och även efter Assagiolis död 1974, har psykosyntesen vidareutvecklats av flera andra psykologer och psykoterapeuter, exempelvis James Vargiu, Piero Ferrucci, Molly Young Brown,  John Firman och Ann Gila.

## Grundläggande koncept
Psykosyntesens tankemodeller är att betrakta som just modeller för att underlätta den terapeutiska processen, snarare än exakta beskrivningar av människans psyke.

### Jaget
Jaget i psykosyntesteori skiljer sig markant från det psykoanalytiska jaget, och definieras utifrån medvetande och vilja. Jaget är “det som upplever” i distinktion till “det som upplevs”.

### Det mellersta omedvetna
Till skillnad från psykoanalys delar psykosyntesen in det omedvetna i det högre, lägre och mellersta omedvetna. I det mellersta omedvetna finns innehåll som är tillgängligt för medvetandet men som inte befinner sig i medvetandet just nu.

### Det lägre omedvetna
I det lägre omedvetna finns negativt laddade upplevelser och emotioner som trängts undan av psyket som en försvarsmekanism.

### Det högre omedvetna
I det högre omedvetna finns ‘’positivt’’ laddat innehåll som trängts undan. Ett av målen med psykosyntesterapi är att integrera innehåll ur det högre och lägre omedvetna och därmed lösa inre konflikter.

### Primärt sår
Ett primärt sår uppstår när ett barn blir bemött med bristande empati (‘’empathic failure’’), vilket orsakar förträngningar av medvetet innehåll till både det högre och lägre omedvetna. Ett besläktat begrepp är klyvning. Ett exempel kan vara ett barn som uttrycker sin kreativitet men blir bemött med avvisande eller skambeläggande. Barnet kan då skydda sig mot den obehagliga upplevelsen av skam genom att avvisa den från medvetandet, till det lägre omedvetna. Men samtidigt avvisas också den kreativitet som ledde till skambeläggandet, till det högre omedvetna. Detta innebär att smärtsamt innehåll i det lägre omedvetna och tillbakahållen potential i det högre omedvetna ofta är sammankopplade och bildar ett komplex.

### Delpersonligheter
Delpersonligheter är olika roller eller sammanhängande beteendemönster som är “delar” av en individ, men samtidigt kan betraktas som egna enheter. En och samma person kan till exempel vara en IT-tekniker på kontoret men en mamma hemma, osv. Detta exempel gäller delpersonligheter i det mellersta omedvetna, men delpersonligheter bildas också ofta kring innehåll i det högre och lägre omedvetna. Barnet som skäms för sin kreativitet kan exempelvis som vuxen ha utvecklat en konstnärlig delpersonlighet i det högre omedvetna som ibland vill komma till uttryck och då samtidigt aktiverar känslan av skam.

### Självet
Självet (som traditionellt alltid skrivs med stort S) är ett transpersonellt koncept som motsvarar individens högsta potential. Ur ett psykosyntesperspektiv har Självet en egen vilja, och målet med självutveckling är att handla enligt den viljan. Att vara i kontakt med sitt Själv kännetecknas av en känsla av inre frid och meningsfullhet (som det ordet används inom existentiell psykoterapi).

## Metoder
Psykosyntesterapi definieras snarare utifrån sin människosyn (se ovan) och sitt fokus på den terapeutiska alliansen än utifrån någon specifik metod. De flesta terapimetoder går att inkludera i psykosyntesens ramverk, och verksamma psykosyntesterapeuter uppmuntras därför att skaffa kompetens inom skilda terapitekniker för att kunna erbjuda klienter det som fungerar bäst för dem som individer. Vissa tekniker är dock mycket vanligt förekommande:
- Mindfulness-meditation, vilket används för att stärka jaget och har visats ha flera terapeutiska effekter, så som minskad stress.[5][6]
- Avidentifiering, för att kliva ur sina delpersonligheter eller roller.
- Guidad visualisering, vilket haft påvisad terapeutisk effekt för vitt skilda besvär.[7][8][9]
- Delpersonlighetsarbete för att lösa upp inre konflikter mellan oförenliga delpersonligheter (ibland, men inte nödvändigtvis, i kombination med den gestaltterapeutiska tekniken “den tomma stolen”[10]).

## Psykosyntes idag

### I Sverige
Psykosyntesen har som behandlingsmetod ännu inte testats i till exempel randomiserade kontrollerade test och saknar i stort kvantitativa studier, och legitimeras därför inte av Psykologförbundet. Däremot finns flera vetenskapliga kvalitativa studier i mindre skala som funnit lovande resultat och visar på värdet av ytterligare forskning.
Trots detta finns det idag flera utbildare inom psykosyntes i Sverige, till exempel Psykosyntesakademin och HumaNova i Stockholm och Psykosyntesinstitutet i Göteborg.

### I världen
I dag finns ett fyrtiotal institut i USA, samt enstaka institut i Italien, Spanien, Grekland, Frankrike, England, Nederländerna, Kanada, Mexiko, Argentina, Japan och Indien.
Inom EU samordnas officiella psykosyntesinstitut av föreningen ‘’European Federation for Psychosynthesis Therapy’’ (EFPP), som i sin tur är knutet till Europeiska Psykoterapiförbundet (EAP). Utanför Sverige är psykosyntesterapi en auktoriserad terapiform, som legitimeras av exempelvis brittiska United Kingdom Council for Psychotherapy och franska Fédération Française de Psychothérapie et Psychanalyse. 